# Емилио Мола
Емилио Мола (шп. Emilio Mola Vidal; Пласетас, 9. јул 1887 — Алкосеро де Мола, 3. јун 1937) је био шпански генерал, један од најзначајнијих учесника Шпанског грађанског рата.

## Биографија
Рођен је на Куби, тадашњој шпанској колонији, као син жандармеријског капетана и Кубанке. Након пораза Шпаније у рату са САД 1898. породица је отишла у Шпанију. Емилио се школовао у Пешадијској школи у Толеду и након успешног завршетка школовања произведен је у чин поручника.
Стекао је углед током рата у Мароку (1920—1926), па је након рата добио чин генерала.
Након победе социјалиста на парламентарним изборима 1936. у Шпанији је дошло до великих немира. У међувремену Емилио Мола је почео ковати заверу против левичарске владе. Придружили су му се бројни официри међу којима и Франсиско Франко. Дан 17. јул 1936. био је одређен за пуч. Побуњеници су имали подршку Афричке војске, али не и морнарице која би пребацила војску на Пиринејско полуострво, тако да пуч није успео. Међутим побуњеници су наставили са борбом која је прерасла у Шпански грађански рат.
Шпански председник Мануел Азања је овластио Дијега Мартинеза Бариру да отпочне преговоре са пучистима. Он их је позвао да се помире нудећи Моли место министра рата, али је Мола то одбио.
Водио је војску на северу, у провинцији Навари. Био је члан хунте која је била на челу побуњеника све до 21. септембра када је одлучено да Франко буде врховни заповедник.
Погинуо је у 2. јуна 1937. када се његов авион срушио у близини градића Алкосера, који од тада по њему носи име Алкосеро де Мола. Постоји претпоставка да су иза Молине смрти стајали Франко и Нацистичка Немачка, јер се противио превеликој сарадњи са Немцима.
Остао је упамћен по изразу „пета колона”.